# 通巴亞縣

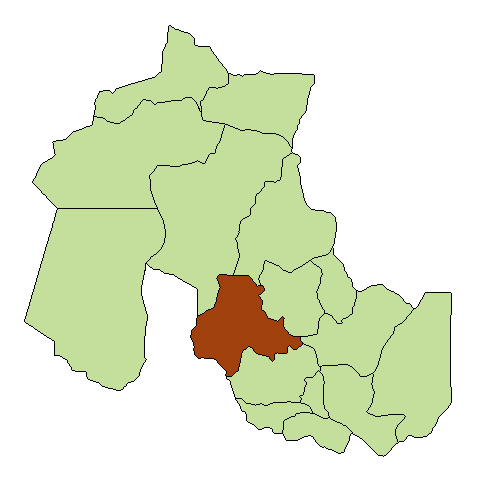

23°51′28″S 65°28′4″W / 23.85778°S 65.46778°W
通巴亞縣（西班牙語：Departamento de Tumbaya），是阿根廷的縣份，位於該國西北部胡胡伊省，首府設於通巴亞，面積3,442平方公里，該地區的地震活動頻繁和低強度，2010年人口4,658，人口密度每平方公里1.35人。